# Plataforma de programari de Nokia X
La plataforma Nokia X és un sistema operatiu mòbil amb base Linux i plataforma de programari desenvolupat originalment per Nokia, i posteriorment per Microsoft Mobile. Introduït el 24 de febrer de 2014, és una branca d'Android i s'utilitza en tots els dispositius de la família Nokia X.
El 17 de juliol de 2014, després de l'adquisició de dispositius d'unitat de Nokia, Microsoft va anunciar que no hi ha més telèfons intel·ligents Nokia X s'introduiran, marcant el final de la plataforma de Nokia X en tan sols uns mesos després de la seva introducció. Els telèfons s'han succeït pel baix cost dels dispositius Lumia sota la marca Microsoft Mobile.

## Informació general
La plataforma de programari Nokia X es basa en AOSP i el nucli de Linux.
Nokia combina aplicacions d'Android amb experiències de Nokia (com HERE Maps, Nokia Xpress i MixRadio) i els serveis de Microsoft (tal com Skype i Outlook). Nokia va descriure oficialment el programari com portar "el millor de tots els mons". També inclou característiques de la Nokia Asha (platforma), com ara el centre de notificació Fastlane. Els imita la interfície d'usuari que de Windows Phone,que els poders de Nokia telèfons intel·ligents Lumia.
El sistema operatiu ha estat fortament en comparació amb Fire OS d'Amazon.com, que també es basa en AOSP.

## Aplicacions
Les aplicacions de Google han estat substituïts per les de Nokia i de Microsoft. Quan va ser llançat per primera vegada, la botiga Google Play no estava inclosa, amb Nokia ofereix aplicacions de la seva pròpia Nokia Store. No obstant això, des de l'actualització v2.1 al setembre de 2014 els usuaris poden instal·lar Google Play i diversos altres serveis de Google a través d'eines de tercers, però si els usuaris intenten instal·lar els serveis de Google en els seus dispositius Nokia X seria en general un "totxo" i es requerirà la Nokia Software Recovery Tool per restaurar les dades.
A partir de febrer de 2014, el 75% de les aplicacions d'Android són compatibles amb la plataforma. Nokia també ha assenyalat que els desenvolupadors poden portar les aplicacions desapareguts restants en qüestió d'hores, i en un intent d'animar als desenvolupadors per contribuir a la plataforma, havia afegit prèviament aplicacions Android compatibles sense l'aprovació desenvolupador.

## Desenvolupadors
Una SDK està disponible per a la plataforma, i inclou un emulador basat en l'emulador d'Android. Nokia està desanimant als desenvolupadors l'ús de patrons de disseny de Windows Phone i el foment de pautes de disseny d'Android en el Nokia X. El vicepresident de relacions amb desenvolupadors de Nokia ha comentat que la projecció de la imatge SDK Nokia probable serà portat a la plataforma des de Windows Phone.

## Historial de la versió
| Versió           | Data d'estrena | Basat en la versió AOSP (Android)  | Notes |
| ---------------- | -------------- | ---------------------------------- | --- |
| 1.0              | 2014-02-24     | Nivell d'API 16 (4.1.2 Jelly Bean) | - Versió de llançament |
| 1.1.1            | 2014-03-25     | Nivell d'API 16 (4.1.2 Jelly Bean) | - Millores en el rendiment - Opció per canviar el color d'aplicacions de tercers. |
| 1.1.2.2          | 2014-05-10     | Nivell d'API 16 (4.1.2 Jelly Bean) | - Portant noves aplicacions Onedrive i Contacte Transferència - Diverses correccions de rendiment |
| 1.2.4.1/1.2.4.21 | 2014-07-28     | Nivell d'API 16 (4.1.2 Jelly Bean) | - Nova aplicació switcher - Afegit rebutja amb un missatge - Cerca de contactes afegit en el marcador - Agregat Outlook.com i OneNote |
| 2.0              | 2014-06-24     | Nivell d'API 18 (4.3 Jelly Bean)   | - Rajoles extra amb cambra de columna - Llista d'aplicacions - Canvi de mida de la rajola i la millora del moviment - Nova interfície d'usuari de la càmera - Nou teclat virtual - Suport per botó d'inici basat en maquinari                                         |
| 2.1              | 2014-09-03     | Nivell d'API 18 (4.3 Jelly Bean)   | - Funció càmara de manera intel·ligent - Fons de pantalla en viu i widgets de pantalla de bloqueig - Serveis de Google - Suport calendari local - Comptes de correu de configuració automàtica - Suport Paisatge per al correu i missatgeria - Altres millores menors |